# WTA Maria Lankowitz
Das WTA Maria Lankowitz (offiziell: Styrian Open, später Uniqa Grand Prix) war ein Damen-Tennisturnier der WTA Tour, das in der österreichischen Marktgemeinde Maria Lankowitz ausgetragen wurde.
Es war die Vorgängerveranstaltung des WTA-Turniers in Pörtschach am Wörther See.

## Siegerliste

### Einzel
| Jahr | Siegerin       | Finalgegnerin     | Ergebnis      |
| ---- | -------------- | ----------------- | ------------- |
| 1994 | Anke Huber     | Judith Wiesner    | 6:3, 6:3      |
| 1995 | Judith Wiesner | Ruxandra Dragomir | 7:6, 6:3      |
| 1996 | Barbara Paulus | Sandra Cecchini   | 0:0 Aufgabe   |
| 1997 | Barbara Schett | Henrieta Nagyová  | 3:6, 6:2, 6:3 |
| 1998 | Patty Schnyder | Gala León García  | 6:2, 4:6, 6:3 |

### Doppel
| Jahr | Siegerinnen                          | Finalgegnerinnen                 | Ergebnis |
| ---- | ------------------------------------ | -------------------------------- | -------- |
| 1994 | Sandra Cecchini Patricia Tarabini    | Alexandra Fusai Karina Habšudová | 7:5, 7:5 |
| 1995 | Silvia Farina Andrea Temesvári       | Alexandra Fusai Wiltrud Probst   | 6:2, 6:2 |
| 1996 | Janette Husárová Natalija Medwedjewa | Lenka Cenková Kateřina Šišková   | 6.4, 7:5 |
| 1997 | Eva Melicharová Helena Vildová       | Radka Bobková Wiltrud Probst     | 6:2, 6:2 |
| 1998 | Laura Montalvo Paola Suárez          | Tina Križan Katarina Srebotnik   | 6:1, 6:2 |